# 波特萊爾大遇險角色列表
波特萊爾大遇險角色列表列出在美國作家雷蒙尼·史尼奇（真名丹尼爾·韓德勒）撰寫的系列小說《波特萊爾大遇險》裡出現過的人物。

## 波特萊爾家
- 紫兒·波特萊爾（Violet Baudelaire）

波特萊爾家三姐弟中的老大，15歲（初登場時14歲），思考時會綁上紫色的髮帶，不讓垂落的髮絲影響到思考。熱愛發明，經常靠傑出的機械頭腦解救三姐弟免於歐拉夫伯爵的邪惡計畫。
- 克勞斯·波特萊爾（Klaus Baudelaire）

波特萊爾家三姐弟中的老二，13歲（初登場時12歲），帶著一副大眼鏡。熱愛研究，在波特萊爾家的豪華大宅邸讀上千本書，經常靠熟練的研究技巧，幫助三姐弟排除萬難，脫離歐拉夫伯爵的邪惡計畫。
- 桑妮·波特萊爾（Sunny Baudelaire）

波特萊爾家三姐弟中的老么，是小嬰兒，但有一口銳利的尖牙，因此喜愛咬堅硬的物品（例：生胡蘿蔔，在第二集時提到）。一至九集還在牙牙學語，需要兄姐的翻譯才能使旁人聽得懂；第十集開始則會講一些正常的字詞，但旁人還是聽不太懂，此時已開始發展烹飪技巧；第十一集開始已會發音正常的字詞，烹飪技巧日益求精，越來越好。時常靠尖銳的牙齒幫助三姐弟來擺脫歐拉夫伯爵所設的陷阱。
- 伯特蘭·波特萊爾（Bertrand Baudelaire）

波特萊爾三姐弟生父，VFD成員，在第一集開始在火災中喪生於波特萊爾大宅邸。
- 貝雅麗采·波特萊爾（Beatrice Baudelaire）

波特萊爾三姐弟生母，VFD成員，在第一集開始在火災中喪生於波特萊爾大宅邸。

## 歐拉夫伯爵和他的劇團
- 歐拉夫伯爵（Count Olaf）

故事裡的惡棍，劇團的團長，嗜好是殺人及縱火，前VFD成員，企圖和他的劇團奪取許多人家的財產（波特萊爾家只是其中之一），並有很多戶人家的財產已被奪取。他贪婪钱财，有高又瘦，有一对飞起的眉毛，闪闪发光的眼睛，卫生极差，在他的左脚踝上有一只眼睛纹身。他同时也是个演员，通过乔装为各种角色来迫害孩子们的监护人，使他自己成为新监护人，来获得孩子父母的巨大遗产。他有一支奇怪的表演团队，协助他完成阴谋诡计，但总被孩子们识破。前女友為艾絲梅·史瓜樂（已撕破臉）。在第十三集死亡。
他的名字Olaf是個斯堪的納維亞的名字。
在2004年的電影改編中，由金·凱瑞飾演該角。在2017年Netflix的電視劇《波特萊爾的冒險》中，尼爾·派屈克·哈里斯飾演該角。
- 艾絲梅·琪琪·甘納微微·史瓜樂（Esmé Gigi Geniveve Squalor）

原本住在黑暗大道667號（667 Dark Avenue），生活富裕，是傑洛米·史瓜樂（Jerome Squalor）的妻子，但追求流行到了瘋狂的地步，並自稱是「城市第六重要的財務顧問」，第六集收養波特萊爾三姐弟，但在同一集加入歐拉夫伯爵的劇團，成為歐拉夫伯爵的女朋友（第十二集撕破臉，離開劇團）。第十集收養卡麥麗塔·史派茲（Carmelita Spats）當養女，第十二集在大結局旅館（Hotel Denouement）裡的大火中，生死未卜。
在電視劇中由露茜·彭奇飾演。
- 費納德·威德辛（Fernald Widdershins）或勾子手男人（Hook-handed man）

歐拉夫伯爵的劇團成員，別名為盧卡風（O. Lucafont），缺少的一隻手用勾子代替，在第十一集和失散已久的妹妹菲奧娜（Fiona）相認，繼父為威德辛船長（Captain Widdershins）。
- 兩位抹白粉的女人（White-faced women）

歐拉夫伯爵的劇團成員，別名分別為托庫娜（Tocuna）和佛洛（Flo），臉上塗滿白粉，有一個兄弟在火中罹難。在第十集逃出歐拉夫伯爵的劇團。
- 禿頭長鼻子的男人（Bald man with the long nose）

歐拉夫伯爵的劇團成員，別名為佛拉庫托諾（Flacutono），有禿頭和很長的鼻子。在第九集被獅子吞噬。
- 看起來不男不女的人（One who looks like neither a man nor a woman）

歐拉夫伯爵的劇團成員，在系列裡沒有講過話，身材肥胖。第八集在陷入一片火海的海姆里希醫院（Heimlich Hospital）來不及逃生被大火給吞噬身亡。
- 長了疣的男人（Wart-faced man）

歐拉夫伯爵的劇團成員，長了疣，但從第一集之後，就從未見過或重提。
- 雨果（Hugo）

背上有一塊大肉瘤，原本在第九集出現的的加利卡利遊樂園（Carnivorous Carnival）裡當怪胎，後來加入歐拉夫伯爵的劇團。第十二集在大結局旅館（Hotel Denouement）裡的大火中，生死未卜。
- 柯雷特（Colette）

會軟骨功，身體可以自由自在的扭曲，原本在第九集出現的的加利卡利遊樂園（Carnivorous Carnival）裡當怪胎，後來加入歐拉夫伯爵的劇團。第十二集在大結局旅館（Hotel Denouement）裡的大火中，生死未卜。
- 凱文（Kevin）

是雙撇子，雙手的力量一樣，原本在第九集出現的的加利卡利遊樂園（Carnivorous Carnival）裡當怪胎，後來加入歐拉夫伯爵的劇團。第十二集在大結局旅館（Hotel Denouement）裡的大火中，生死未卜。
- 卡麥麗塔·史派茲（Carmelita Spats）

在第五集的普魯佛洛克預備學校（Prufrock Preparatory School）裡當小混混，欺凌波特萊爾家和夸麥爾家的孩子（作者稱她為「粗魯、暴力和骯髒的小女孩」）。叔叔是爬蟲學會的經理布魯斯·史派茲（Bruce Spats）。因史派茲家的財產被奪取，邪惡的個性上也很合，所以艾絲梅在第十集收養她當作養女，並把她寵壞，但歐拉夫伯爵不太喜歡她。第十二集在大結局旅館（Hotel Denouement）裡的大火中，生死未卜。
- 有鬍子沒頭髮的男人（The Man with a Beard But No Hair）、有頭髮沒鬍子的女人（The Woman with Hair But No Beard）

這兩人的背景未知，他們一同燒毀位於蒙堤山脈的V.F.D.總部，而後又與歐拉夫伯爵及其劇團在佛特峰會合綁架雪地童子軍。這兩人「散發的邪惡氣息」連歐拉夫伯爵都感到懼怕。第十二集在大結局旅館假扮為高等法院法官。
在電視劇中兩人分別由理查·E·格蘭特和貝絲·格蘭特飾演。

## 波特萊爾三姐弟遇到的監護人
- 蒙哥馬利·蒙哥馬利（Montgomery Montgomery）

波特萊爾三姐弟在第二集遇到的監護人（是三姐弟父親的表姐的弟弟），是爬蟲學博士。全名「蒙哥馬利·蒙哥馬利」，三姐弟稱他為「蒙叔叔」（Uncle Monty）。蒙叔叔有點胖，臉總是紅紅的。他對待三姐弟十分友善，讓他們各自擁有自己的房間，並打算帶他們去祕魯去探險。在同集遭歐拉夫伯爵給暗殺身亡（注射毒蛇的毒液致死）。蒙叔叔過世後，自己畢生蒐集的爬蟲都被爬蟲學會給收走。
- 約瑟芬·安惠賽（Josephine Anwhistle）

波特萊爾三姐弟在第三集遇到的監護人（是三姐弟的表姑媽），三姐弟稱她為「約瑟芬姑媽（Aunt Josephine）」。特別愛好文法，說文法是人生最大的快樂。也非常神經質認為許多東西都有危險，不過諷刺的是後來她的家落入湖中。丈夫是伊克·安惠賽（Ike Anwhistle），在幾年前跟約瑟芬野餐時不慎被水蛭吃掉。歐拉夫伯爵起初偽裝成獨腿、獨眼的「訕船長」（Captain Sham）成功騙過約瑟芬姑媽，後來他又致電給約瑟芬姑媽威脅對方，約瑟芬姑媽由於驚嚇過度便拋下波特萊爾三姐弟，留下假遺書，自己躲到冰沉霜地洞（Curdled Cave）內。克勞斯破譯遺書隱藏的內容成功找將她找回。但約瑟芬姑媽終究遭歐拉夫伯爵給丟到斷腸湖裡，被水蛭給吃掉。
在電影版中由梅莉·史翠普飾演。在電視劇中由阿爾法·伍達德飾演。
- 先生（Sir）

波特萊爾三姐弟在第四集遇到的監護人，是波爾特維鎮（Paltryville）的幸運味鋸木廠（Lucky Smells Lumbermill）的老闆。因為音節太長，沒有人能唸對他的名字，所以每個人都稱他為先生或老闆。臉總是被雪茄的煙遮住。根據他的同事－查理（Charles）表示，他有個悲慘的童年，所以基於某些原因，而把「我不是傻子（I'm not an idiot）」掛在嘴邊。沒有關心波特萊爾家的孩子和他的鋸木廠員工，甚至沒有發給員工薪水，而用折價券或兌換券代替。第十二集在大結局旅館（Hotel Denouement）裡的大火中，生死未卜。
在電視劇由唐·強生飾演。
- 查理（Charles）

是第四集中先生的合作夥伴，他的職責包括幫先生做蛋餅以及燙好先生的襯衫等。心地善良，對在幸運味鋸木廠工作的波特萊爾三姐弟十分友善，時常偷偷送食物給他們吃，但對三姐弟並沒有什麼實質性的幫助。他還在工廠內設立一個圖書館，但其中只有三本書。最後他被禿頭男人偽裝的佛拉庫托諾工頭用繩子給綁住，歐拉夫伯爵偽裝的雪莉計畫讓被催眠的克勞斯把查理鋸成兩半，所幸紫兒和桑妮趕到讓克勞斯脫離被催眠的狀態，克勞斯使計救下查理。事件過後先生不讓波特萊爾三姐弟繼續待在鋸木廠，查理帶著歉意地跟三姐弟道別。第十二集，他與先生在一起，於大火中生死未卜。
在電視劇中由萊斯·達比飾演。
- 副校長尼祿（Vice-Principal Nero）

是普魯佛洛克預備學校的副校長，其辦公室位於該校行政大樓。個性狂妄與自大，喜歡拉小提琴，雖然只能發出刺耳難聽的聲音卻自認是個天才，還強迫所有學生每晚都參與他長達六小時的音樂會。他還針對學生制定許多嚴格和不合理的規定，如果學生無法出席他的音樂會表演就必須送他一大包糖果。波特萊爾三姐弟入學時讓他們住在一間小破屋裡，並強迫桑妮作他的行政助理。到最後三姐弟即使揭穿更伊斯教練（歐拉夫伯爵的偽裝）的真面目，卻仍堅持要將他們趕出學校。
這個角色的名字似乎暗指著歷史上的羅馬皇帝尼祿。
在Netflix電視劇中，該角由羅傑·巴特飾演。劇中的副校長尼祿比起原著來更有點同情心，沒那麼殘忍。
- 傑洛米·史瓜樂（Jerome Squalor）

波特萊爾三姐弟在第六集遇到的監護人，非常富裕，與妻子艾絲梅住在黑暗大道667號。為人和善，對三姐弟態度很親切，也不像艾絲梅那樣熱衷於追求當紅事物，但並不喜歡爭論，在結局時他由於不願幫三姐弟尋找夸麥爾兄妹便離開他們。在第十二集，對遺棄波特萊爾三姐弟感到很內疚，他與史卓絲法官在大結局旅館和三姐弟重逢並向他們道歉。他最終在大火中生死未卜。
在電視劇中，由托尼·海爾飾演。
- 赫特（Hector）

第七集中熱愛禽鳥者之村的技工，負責打理全鎮居民的雜務。長老會命令他照顧波特萊爾三姐弟，因為沒有其他人想要這份工作。特別很畏懼長老會，在長老會成員面前不敢說話。但他很善良，而且還是唯一相信波特萊爾三姐弟所說的話、並能給予他們實際幫助的監護人。他瞞著長老會私下在穀倉裡有著發明工作室及圖書室，並一直在暗中製造熱氣球屋以便能遠離熱愛禽鳥者之村。第七集結局時，用熱氣球屋救出夸麥爾兄妹。
在電視劇中由Ithamar Enriquez飾演。
- 海爾（Hal）

第八集中海姆里希醫院的檔案管理員，年老而近視，戴著一副小眼鏡。由於醫院人力資源主管芭伯絲的指派，偽裝成對抗疾病志工隊志工的波特萊爾三姐弟在檔案室為海爾工作。當歐拉夫伯爵的同夥燒毀檔案室時，誤以為波特萊爾三姐弟幹的而試圖要阻止他們逃走。他在第十二集的大結局旅館重新出現。
在電視劇中由大衛·亞倫·基亞飾演。

## 其他角色
- 波先生（法语：Arthur Poe）（Mr. Poe）

銀行家，波特萊爾父母的朋友也是波特萊爾家的遺囑執行人，患有咳嗽的毛病。在波特萊爾父母在大火罹難後負責將紫兒、克勞斯和桑妮送到監護人家，可是總是不相信孩子們所說的話。
在電影中由提摩西·司伯飾演。在電視劇中由K·托德·弗里曼飾演。
- 波莉·波（Polly Poe）

波太太，在第一集中買許多穿起來會發癢的衣服給波特萊爾三姐弟。
在電影中由Deborah Theaker飾演。在電視劇中由克利奥·金飾演。
- 艾得格及艾伯特·波（Edgar and Albert Poe）

波先生的兩個兒子。在第一集中短暫出場，很不喜歡波特萊爾三姐弟。
- 史卓絲法官（Justice Strauss）

住在歐拉夫伯爵家附近的高等法院法官，心地善良，夢想成為演員和母親。她整潔的住家與骯髒醜惡的歐拉夫伯爵家形成鮮明的對比。在第一集中好心讓波特萊爾三姐弟進入她的圖書室查找食譜。她應歐拉夫伯爵之邀在戲劇「美妙的婚姻」中出演法官，完全投入其中殊不知自己是歐拉夫伯爵邪惡計畫的部分。很希望能收養波特萊爾三姐弟，但波先生卻以波特萊爾父母遺囑的名義反對，只好含淚與三姐弟道別。第十二集中，試圖透過高等法院的力量制裁歐拉夫伯爵，未料其同事卻是歐拉夫的同夥因此被挾持，在大結局旅館的大火中生死未明。
在電影中由凱薩琳·奧哈拉飾演。在電視劇中則由瓊安·庫薩克飾演。
- 古斯塔夫（Gustav）

是蒙叔叔真正的助手。歐拉夫伯爵將他給設局溺斃在沼澤中，並假造一封他的辭職信以讓自己偽裝成史蒂芬諾的身分混入蒙叔叔家。
在2004年電影版由John Dexter飾演。該電影裡古斯塔夫被歐拉夫給綁在火車上。
在電視劇由Luke Camilleri飾演。
- 布魯斯·史派茲（Bruce Spats）

爬蟲學會的成員，在第二集被派來運走蒙叔叔的爬蟲。他也是卡麥麗塔·史派茲的親叔叔，雪地童子軍的領隊。
- 伊克·安惠賽（Ike Anwhistle）

約瑟芬姑媽的丈夫，夫妻倆十分恩愛。某日因忘記妻子約瑟芬的提醒，在進食後不滿一個小時就下水游泳，結果被水蛭給吃掉。
- 菲爾（Phil）

是第四集中幸運味鋸木廠的工人之一，十分友善，亦是個樂觀主義者，對所有事物永遠抱著樂觀的態度。遭到歐威爾醫生催眠的克勞斯在操作機器時失誤，致使左腿受重傷，但卻仍保持著微笑。
在電視劇中由克里斯·高瑟飾演。
- 雷蒙拉先生（Mr. Remora）

是普魯佛洛克預備學校的老師之一，喜歡吃香蕉，在課堂會講一些的無聊和極短的故事給學生聽。
在電視劇中由麥爾坎·史都華飾演。
- 貝絲女士（Mrs. Bass）

是普魯佛洛克預備學校的老師之一，有著又長又亂的黑髮，像隻黑猩猩；她熱衷於測量東西，在上課時喜歡讓學生測量一大堆事物。她和雷蒙拉先生已經在這所學校任教四十七年，然而後來卻因為搶銀行被捕入獄而導致學校關閉。
在電視劇中由BJ Harrison飾演。劇中貝絲女士是一個非洲裔女性，且沒有原著裡凌亂的長髮。
- 坦池女士（Ms. Tench）

是普魯佛洛克預備學校的體育老師，副校長尼祿說她在波特萊爾三姊弟入學的前幾天摔出三樓窗外，生死不明。而代課老師就是歐拉夫伯爵偽裝的更伊斯教練。
在電視劇中由布朗溫·史密斯飾演。
- 長老會（Council of Elders）

第七集中熱愛禽鳥者之村的領導者，由鎮內二十五位長老組成。每個長老年紀都很老，最年輕的一位女人年齡已有八十一歲，他們全都戴著有烏鴉裝飾的帽子。波特萊爾三姊弟來到鎮內後，長老會命令他們跟技工赫特住在一起還要打理全鎮的雜務。
在電視劇中，長老會只有三名成員，分別由明迪·斯特林、卡罗尔·曼塞尔和肯·詹金斯飾演。
- 毛絨太太（Mrs. Morrow）

熱愛禽鳥者之村的居民之一。波特萊爾三姊弟在鎮公所內的會議上首次見到她。她讓三姊弟修剪她家的籬笆對他們很不友善。她跟其他鎮民一樣都誤以為賈克斯·史尼奇就是歐拉夫伯爵。
在電視劇中由Lossen Chambers飾演。
- 雷斯苟先生（Mr. Lesko）

熱愛禽鳥者之村的居民之一。波特萊爾三姊弟在鎮公所內的會議上首次見到他。他讓三姊弟擦窗對他們很不友善。
在電視劇中由Kevin Chamberlin飾演。
- 賈克斯·史尼奇（Jacques Snicket）

雷蒙尼·史尼奇的兄長，也是VFD成員。他腳踝上有個眼睛刺青，因此他來到熱愛禽鳥者之村後被村民誤認為歐拉夫伯爵遭長老會判處火刑。真正的歐拉夫伯爵偽裝成都彭探長設法來到監獄內謀殺賈克斯·史尼奇，將罪行嫁禍給波特萊爾三姊弟。
在電視劇中由內森·菲利安飾演。
- 米爾特（Milt）

把握良機平價商店的店主，他起初好心免費讓波特萊爾三姊弟發送電報，但後來因誤信《小道消息日報》的錯誤報導而認為三姊弟是嫌犯。
在電視劇中由沙吉·豪德飾演。
- 盧（Lou）

送報人，為米爾特送來《小道消息日報》，並與他一同試圖抓住波特萊爾三姊弟。
在電視劇中由Gabe Khouth飾演。
- 對抗疾病志工隊（Volunteers fighting disease）

一群二十多人的志工，每一個人都很開心及和善，時常唱著歌，彼此間互稱兄弟姊妹，他們相信「沒消息就是好消息」。為首者是一個彈著吉他的大鬍子男人。這些志工的工作就是去醫院唱歌給病患聽、送他們心形氣球；但卻罔顧病患的其他要求，事實上對病患並沒有任何的實質性幫助。波特萊爾三姊弟透過混進志工隊而來到海姆里希醫院。
- 芭伯絲（Babs）

海姆里希醫院的人力資源主管，從未出現過，其聲音只在對講機中被聽見，她指派偽裝成志工的波特萊爾三姊弟去協助海爾工作，總是再三強調「兒童是用來被觀賞的，而不是用來講話的」。後來歐拉夫伯爵以「馬它希亞斯」的化名取代她的人力資源主管職位，芭伯絲極可能遭他給殺害。
在電視劇中由凯瑞·肯妮飾演。劇中芭伯絲起初被歐拉夫伯爵扣為人質，雖然她被紫兒給救出，但因緊張而發出聲音仍遭歐拉夫伯爵給逮住。後來她在醫院大火中幸免於難。
- 凱特·史尼奇（Kit Snicket）

雷蒙和賈克斯·史尼奇的姊妹。在第十二集開著計程車將波特萊爾三姊弟載到大結局旅館。第十三集時懷孕的她遭遇海難漂流到島上，在三姊弟幫助下分娩生下一名女嬰後便過世。凱特·史尼奇曾經是歐拉夫伯爵的女朋友並論及婚嫁，但某個晚上在歌劇院發生的「一系列不幸件事」導致雙方分手。
在電視劇中由艾莉森·威廉斯飾演。
- 身分不明的計程車司機

出現在混亂的旅館中，在波特萊爾們不慎用滑落的魚叉槍誤殺杜威後不久，一名身分不明的男子開著計程車來到他們面前提議載他們一程，並表示只要「他們是他想的人」，就不須要擔心錢的問題。三個孩子因為不知道是否能信任這個人遲遲未做出決定，而這名男子很快地便又開著計程車離開。在小說裡這名計程車司機的身分是個謎，但從一些細節可以推測他可能是雷蒙尼·史尼奇，且車上可能載著糖碗。而在電視劇的版本中則明白的演出此人正是雷蒙尼·史尼奇，並載著糖碗。
- 以實馬利（Ishmael）

第十三集中島上居民的領袖，也是V.F.D.的前成員。
在電視劇中由彼得·邁克尼科爾飾演。劇中還揭示以實馬利其實是V.F.D.的創始人和普魯佛洛克預備學校的校長。

## 生物
- 致命毒蛇（Incredibly Deadly Viper）

是蒙叔叔最新發現的一種蛇，這個名字實際上是個反話，蒙叔叔說牠其實是動物王國最無害的生物之一，並打算用牠來嚇唬爬蟲學會的成員。牠很快就跟桑妮玩在一起。在蒙叔叔去世後，爬蟲學會的布魯斯·史派茲將包括致命毒蛇在內的所有爬蟲都打包給帶走。
- 斷腸水蛭（Lachrymose Leech）

是一種生活在斷腸湖中的水蛭，有六排尖銳的牙齒，嗅覺特別靈敏，可以聞到遠方食物的味道。
- 水母菌絲

一種致命的真菌生物，曾被V.F.D.研發成武器並將解藥的成分藏在糖碗內，波特萊爾們後來發現解藥是一種苦的植物的根部，且跟著這種植的生長的植物也同樣有效。在大結局中以實馬利在射殺毆拉夫時意外將水母菌絲釋放到島上，導致許多島民被感染最後生死未卜。
- 大未知

一種比潛水艇還大好幾倍的不明的物體，小說並未具體說明它是生物還是人造物體，只知道是個連歐拉夫伯爵看到都會臉色大變的東西。